# 909

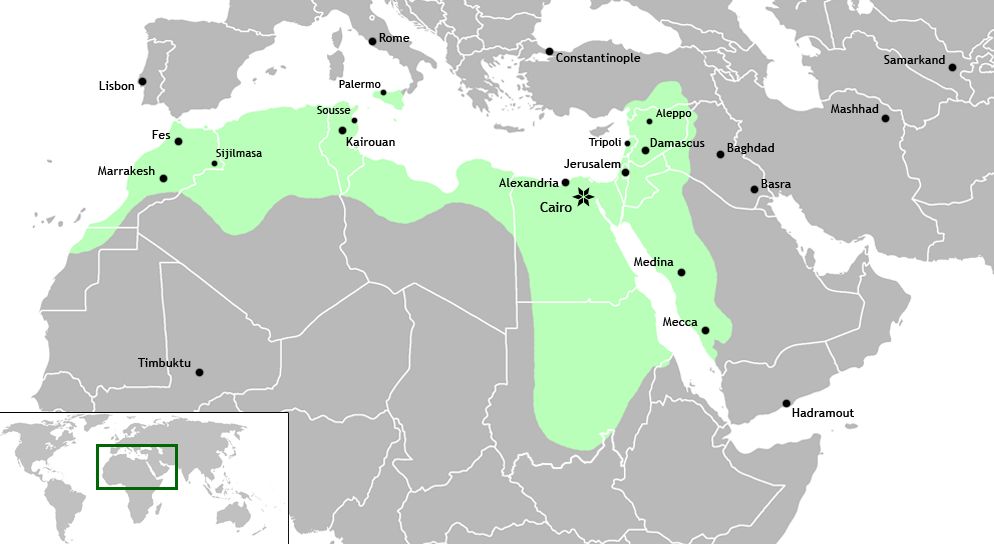
Het kalifaat van de Fatimiden (909 - 1171)

Het jaar 909 is het 9e jaar in de 10e eeuw volgens de christelijke jaartelling.

## Gebeurtenissen

### Brittannië
- Zomer - Koning Eduard de Oudere van Wessex valt met een Angelsaksisch leger Northumbria binnen en voert een plunderveldtocht in Jorvik (Noord-Engeland). Het gebied valt onder Danelaw ("Denenwet"), gekoloniseerd door Deense Vikingen.[1]

### Europa
- Willem I ("de Vrome") roept zichzelf uit tot hertog van Aquitanië. Hij sticht tevens een benedictijnerklooster, de abdij van Cluny (gelegen tussen Dijon en Lyon).
- 19 september - Hendrik de Vogelaar, de latere hertog van Saksen, treedt in Wallhausen in het huwelijk met Mathilde van Ringelheim (een afstammelinge van Widukind).

### Afrika
- In Noord-Afrika wordt het kalifaat van de Fatimiden gesticht. Ze verslaan met steun van de Kutama-Berbers, de Tunesische Aghlabiden-dynastie en de Algerijnse Rustamiden-dynastie. De Fatimiden dwingen de Idrisiden (in het huidige Marokko) tot het betalen van schatting.

### Meso-Amerika
- In Mexico wordt in de stad Toniná van de klassieke Maya's, een steen (stele) opgericht ter gelegenheid van het eind van het vierde katun. Dit is de laatste keer dat de lange telling van de Mayakalender gebruikt wordt.

## Geboren
- Dunstan, aartsbisschop van Canterbury (waarschijnlijke datum)

## Overleden
- 13 oktober - Geraldus van Aurillac (54), Frankisch edelman en heilige
- Asser, Welsh monnik en biograaf (waarschijnlijke datum)